# 麻生かおり (1963年生)
麻生 かおり（あそう かおり、1963年3月17日 - ）は、日本の元女優。日活ロマンポルノ最後の看板女優。

## 来歴
広島県で生まれた後、大阪に移住するが、10～16歳まで6年間、父親の勤務先のシンガポールに住みアメリカン：スクールで英語を学ぶ。高校3年生の時、年上の男性とラブホテルで初体験をした。神戸松蔭女子学院短大卒。当初は流暢な英語を使ってスチュワーデスになることを考えたが、高校卒業あたりからすでに女優を志すようになり、短大二年目で劇団あすなろ付属俳優養成所に入所。その後、テレビの時代劇番組に端役で出演しているうちに、関本郁夫監督からスカウトされ、『団鬼六・縄責め』(1984年公開)で本格デビュー。『ワイセツな女 黒い肌に泣く』が初の主演映画。
当初は「高橋かおり」と名乗っていたが、同姓同名の女優がいたため「麻生かおり」と改名。代表作は『女医肉奴隷』、『ザ・オルガスムス』等。SM映画の女王として活躍することを期待されたが、結局日活ロマンポルノ映画末期の看板女優として数年間活躍。 『いんこう』で自身の陰毛を剃る撮影シーンは特に恥ずかしがっていた。私生活では色気がなく、笑いながらセックスする性格で、胸だけは愛撫されても全然感じない体質。趣味は映画・演劇鑑賞とドライブ、特技はテニスと水泳。引退後の消息は不明。

## 主な出演作品

### 劇場映画[10]
1984年
- 団鬼六 縄責め (9月1日、日活) 監督:関本郁夫[6] 脇役出演

1985年
- 団鬼六 緊縛卍責め (1月15日、日活) 監督:関本郁夫 脇役出演
- ワイセツな女 黒い肌に泣く(3月23日、日活) 監督:和泉聖治
- 制服肉奴隷 (5月22日、日活) 監督:すずきじゅんいち 端役出演
- 花と蛇 地獄篇 (8月24日、日活) 監督:西村昭五郎
- 女銀行員暴行オフィス (10月12日、日活) 監督:西村昭五郎

1986年
- 凌辱めす市場 監禁 (1月18日、日活) 監督:上垣保朗
- 女医肉奴隷 (3月8日、日活) 監督:藤井克彦
- 赤い禁猟区 ハードコアの夜 (4月12日、日活) 監督:西村昭五郎
- レイプハンター 通り魔 (6月14日、日活) 監督:加藤文彦
- いんこう (7月26日、日活) 監督:小沼勝
- 白ばら学院 わいせつな放課後 (10月31日、日活) 監督:北村武司

1987年
- 美姉妹 喘ぐ (1月24日、日活) 監督:上垣保朗
- 懲りない面々シリーズ２／塀の中のプレイボール (11月21日、松竹) 監督:鈴木則文 端役出演[11]

1988年
- 輪舞（りんぶ）(1月9日、日活) 監督:小沼勝
- うれしはずかし物語 (3月19日、日活) 監督:東陽一 端役出演
- 徳川の女帝 大奥 (8月27日、日活) 監督:関本郁夫 端役出演でヌード無し

### アダルトビデオ[12][13]
1985年
- 堕天使 マゾヒスト(VIP)
- 美人OL 剥ぐ(ファイブスター)
- 新任女教師 犯られる(ファイブスター)
- 盗覗の花 (スワン) 「Legend Special vol.49」としてDVD化[14]
- 被虐の花 (現映社) 「Legend Special vol.49」としてDVD化[14]
- 放心状態(SPARK) ＊「堕天使 マゾヒスト」と同一内容

1987年
- ザ・オルガスムス (1月15日、にっかつビデオフイルムズ)
- 放課後の熱きマドンナ 7 小田かおる・舵川まり子・イヴ・八神康子・麻生かおり 他 (FiveStar)

1994年
- インモラル天使 11 (3月18日、シネマジック)
- 被虐の虜 Sadistic Night 麻生かおり・梶原恭子 (5月20日、シネマジック)
- 媚肉図鑑 	麻生かおり・伊吹純・小島静香 他 (10月7日、シネマジック)
- 雪村春樹 ボンデージ レズビアン縄奉仕 1 並木悠子・麻生かおり (サンセットカラー)

1995年
- 実録くい込み女教師 懐かしのロマンスター名鑑 麻生かおり・朝吹ケイト・小田かおる 他 (3月9日、笠倉出版社)
- ベスト・オブ・インモラル天使 3 新堂有望・森下あみい・志穂美れいこ・麻生かおり 他 (4月14日、シネマジック)

1999年
- 被虐の花／盗覗の花 周坊正行監督作品集 2 (現映社)

2000年以降
- 復刻版AV元年 輝けるエロス 井上麻衣・麻生かおり・浅見美那 (2000年11月10日、現映社) ＊「被虐の花／麻生かおり」他を収録
- ロマンポルノ女優 AVコレクション 青木祐子・麻生かおり・井上麻夜・中沢慶子 他 (2001年6月1日、現映社)
- インモラル天使EX 2 三井彩・柏木えり・森下あみい・麻生かおり 他 (2003年6月27日、シネマジック)
- 緊縛病棟 包帯の女 並木悠子・菊池えり・麻生かおり (2003年10月24日、イエローボックス)
- インモラル天使 File4 森下あみい・麻生かおり・新堂有望 (2004年5月28日、シネマジック)
- Legend Special 49 麻生かおり (2011年1月21日、エー・エス・ジェイ) ＊「被虐の花」「盗覗の花」を収録

### テレビドラマ
- 遠山の金さん[4]
- 大岡越前[4]
- 11PM企画「秘湯の旅」女性リポーター役[2]
- 裸の大将放浪記 第15話「花が咲いたので」（1985年3月24日、関西テレビ・花王名人劇場） - きよしを誘惑するヌードになる女性   [15]
- ザ・ハングマンV 第4話「ポルノ女優殺しで玉のこしに乗る!」（1986年2月28日、テレビ朝日系）[15]  - 桜井まりこ 役
- 花嫁殺し 沖縄新婚旅行連続殺人! 珊瑚礁の海に美しい4人の妖しい肌が… (1987年5月2日、テレビ朝日・土曜ワイド劇場) - 北原ヨウコ 役[15]
- 暁はもうこない (1987年6月8日、関西テレビ・夏樹静子サスペンス)[15]

### 写真集
- 麻生かおり(マドンナメイト写真集)（1986年8月10日、マドンナ社、撮影:米本光穂）ISBN 978-4576860909
- 文庫サイズ写真集 ジョイ!JOY ロマンポルノ PART2 昭和60年代 イヴ・大川かつ子・麻生かおり・中川みず穂・渡辺良子 他（1986年12月20日、近代映画社）ISBN 978-4764813939
- 文庫サイズ写真集 ハードに挑戦 ロマンX PART1 ザ・本番女子大生篇 田中こずえ・麻生かおり・朝吹ケイト・杉原光輪子 他（1987年7月10日、近代映画社）ISBN 978-4764814387
- 文庫サイズ写真集 ハードに挑戦 ロマンX PART2 ザ・現役女子大生・下半身フォーカス篇 森田水絵・黒沢ひとみ・麻生かおり・上杉久美 他（1987年7月10日、近代映画社）ISBN 978-4764814394
- 女性アイドル写真集 熱帯伝説 葉月えりな・藤田リナ・里美リカ・麻生かおり 他（1994年1月10日、海王社、撮影:木村智哉）ISBN 9784877240042